# Amtrak Cascades
A Amtrak Cascades egy InterCity vasúti járat az Amerikai Egyesült Államokban és Kanadában. Az Amtrak üzemelteti 1993 október 2 óta. A legutolsó pénzügyi évben összesen 828 247 (2019) utas utazott a járaton, naponta átlagosan 2269 (2019) utasa volt. Vancouver és Eugene között közlekedik, a 752 kilométert 18 megállással teszi meg. A két város között napi hat pár járat közlekedik. A vonat egy ingavonat, egy EMD F59PHI dízelmozdonyból, 12 vagy 13 Talgo-személykocsiból, és a vonat végén a vezérlőkocsi helyett egy motor nélküli EMD F40PH dízelmozdonyból áll.

## Forgalom
Az utasforgalom az elmúlt években az alábbi módon változott:
| Utasok száma | 828 247 | 390 248 | 669 820 |
|              | 2019    | 2022    | 2023    |